# Kola, Banjaluka
Kola so naselje v mestu Banjaluka, Bosna in Hercegovina. 

## Deli naselja
Bojanići, Čavići, Ćutkovići, Dabići, Dedići, Dragišići, Džajići, Gajići, Gatarići, Gornja Kola, Han Kola, Jaćimovići, Kneževići, Kola, Konatari, Kopranovići, Kresojevići, Malbašići, Milakovići, Milojevići, Ninkovići, Plavšići, Radakovići, Radulovići, Rupari, Šućuri, Tubonjići, Udovčići, Vukmiri in Vukovići.   

## Prebivalstvo
| Pregled števila prebivalcev po letih | Pregled števila prebivalcev po letih | Pregled števila prebivalcev po letih | Pregled števila prebivalcev po letih | Pregled števila prebivalcev po letih | Pregled števila prebivalcev po letih |
| ------------------------------------ | ------------------------------------ | ------------------------------------ | ------------------------------------ | ------------------------------------ | ------------------------------------ |
| 1948                                 | 1953                                 | 1961                                 | 1971                                 | 1981                                 | 1991                                 |
| -                                    | -                                    | 440                                  | 2.957                                | 2.694                                | 2.241                                |

| Narodna sestava prebivalstva po letih                                                                                            | Narodna sestava prebivalstva po letih                                                                                            | Narodna sestava prebivalstva po letih                                                                                            |
| --- | --- | --- |
| 1971 | 1981 | 1991 |
| . skupaj: 2.957 Srbi 2.924 (98,88 %) Hrvati 17 (0,57 %) Muslimani 0 (0,00 %) Jugoslovani 5 (0,16 %) drugi in neznano 11 (0,37 %) | . skupaj: 2.694 Srbi 2.660 (98,73 %) Hrvati 16 (0,59 %) Muslimani 1 (0,03 %) Jugoslovani 14 (0,51 %) drugi in neznano 3 (0,11 %) | . skupaj: 2.241 Srbi 2.212 (98,70 %) Muslimani 1 (0,04 %) Hrvati 0 (0,00 %) Jugoslovani 18 (0,80 %) drugi in neznano 10 (0,44 %) |